# Pelzstola

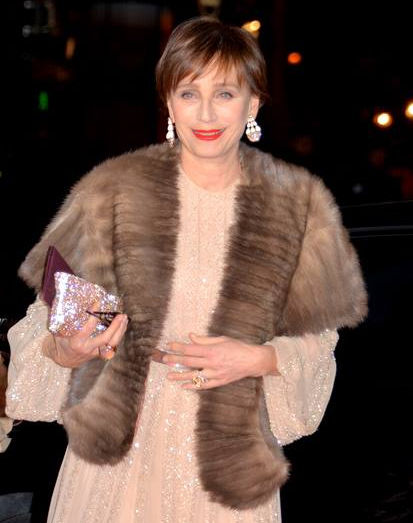
Nerzschweifstola, Kristin Scott Thomas (2016)

Eine Pelzstola, oder einfach Stola oder auch Stolacape, ist ein aus Fellen gearbeitetes Damenkleidungsstück. Sie bedeckt capeartig den Rücken und die Schultern und läuft vorn über der Brust glattfallend aus. Ein ähnliches, mehr den Oberkörper und die Oberarme bedeckendes Kleidungsstück ist ein kurzes Pelzcape. Wie die unterschiedlichen Formen sind auch die Bezeichnungen Pelzstola, Pelzschal, Pelzkrawatte, Pelzkollier, Pelzcape, Pelztuch – und andere – fließend und nicht genau gegeneinander abzugrenzen.
Vorwiegend, bis gegen Ende des 20. Jahrhunderts noch häufig, „finden Pelzstolen als kostbares Beiwerk zum Abendkleid“ Verwendung.

## Design
Im Sprachgebrauch wird nicht immer zwischen einer capeartigen Pelzstola und einem geraden, großzügig geschnittenen Pelzschal unterschieden. Im Gegensatz zum Schal ist die capeartige Pelzstola leicht gerundet geformt, wird eher halsfern getragen und ist oft der Schulterform etwas angepasst, so dass sie nicht verrutschen kann. In der Textilbranche wird unter einer Stola dagegen ein großes, schalartiges Umlegetuch verstanden.
Die Modejournalistin Marie-Louise Steinbauer gab 1973 Ratschläge, von wem, wann und wie eine Pelzstola zu tragen sei: „Wenn sie am Abend ausgeht, ins Theater, ins Konzert, ins Restaurant, will die damenhafte Frau ein Accessoire aus Pelz nicht missen. Stolen sind für sie ideal: sie wärmen die Schultern und schmücken die Trägerin noch im Sitzen. Nur will der Umgang mit ihnen trainiert sein. Königin Wilhelmina der Niederlande ist das beste Beispiel dafür, wie man es nicht machen soll. Wie ein Fremdkörper liegt der Pelz über ihren Schultern, bewegt sich nicht von der Stelle, schmeichelt nicht, umhüllt nicht. Das Geheimnis der erfolgreichen Stolaträgerin liegt darin, daß sie ihre Wirkung vor dem Spiegel genauestens kontrolliert. […] Wichtig ist nur, so sagt die Faustregel, daß eine Stola immer höher als die Taillenmarkierung getragen werden soll. Weite Röcke und eine herabhängende Schulter schaden der Figur und ihrem Gesamtbild.“ Die von Marie-Louise Steinbauer gescholtene Königin Wilhelmina war, wie auch ihre Töchter, eine große Pelzliebhaberin mit einer reichhaltigen Pelzgarderobe. Trug sie eine Stola, so war sie meist aus üppigem Silberfuchsfell in der Form des schwieriger vorteilhaft umzulegenden Pelzkolliers.

## Geschichte
Die Stola der römischen Tracht, ein langes Kleid das über der Tunika getragen wurde, hat wenig gemein mit der Stola der Moderne. Mit der Pelzstola verbindet sie jedoch, dass der untere Rand neben Leder meist aus Fell gefertigt war.
Gegen Ende des 19. Jahrhunderts gab es noch kaum mit dem Haar nach außen getragene Pelzbekleidung, zusammen mit der Einführung der Pelznähmaschine begann sie sich jedoch bald in großem Ausmaß durchzusetzen. In der westlichen Welt waren um diese Zeit bereits Garnituren kleinerer Pelzteile aus gleichem Fell ganz besonders in Mode, vor allem fallen dabei Kombinationen aus Hermelinfell auf. Zu einer Garnitur konnte eine Pelzmütze gehören, meist ein Pelzmuff, manchmal auch Pelzhandschuhe und fast immer eine kleine Pelzkrawatte oder ein größerer Pelzschal. Hermelinschals und -krawatten waren meist mit den schwarzspitzigen Schwänzchen des Hermelinfells geschmückt, öfter kamen noch kleine „Aufputzköpfchen“ hinzu. 1913 hieß es außerdem: „Zur toilette d'aprés midi und geeignet für die Wintersaison für die Côte d’Azur ist nichts mehr auf der Höhe der Zeit als eine lange Stola mit dazu passendem Nerzmuff, eingefasst mit Spitze“. Aus der eher kleineren Stadt Frankenberg in Sachsen wurde 1895 berichtet, dass zur Pelzgarnitur jetzt keine Stola mehr gekauft wurde, sondern eine Pelzboa.
Diese Pelzkleinteile stellten zu der Zeit den auffallendsten Artikel des unter dem Begriff „Accessoires“ zusammengefassten Modezubehörs dar. Insbesondere in diesen Jahren war es manchmal schwierig, zum Beispiel zwischen einer Stola, damals auch als „Etole“ bezeichnet, und einer Krawatte zu unterscheiden, ebenso wie zwischen einer Stola und einem Cape (das wiederum in einen regelrechten Mantel überging). In den 1950er Jahren differenzierte ein österreichisches Pelzlexikon zwischen einer Stola und einem Stolacape. Eine Stola war nach dieser Definition wohl in der Form eher dem liturgischen Gewandstück entsprechend: „Ein Fellband, einmal gleich breit, dann wieder verbreiternd gegen die Enden auslaufend. Man nennt aber auch Fuchstiere [Fuchskolliers] Fuchsstolas“. Um diese Zeit erfuhren Schulterkragen und Capes, die in schlichter Ausführung auch über dem Straßenkostüm getragen wurden, zum Abendkleid eine immer reichere Ausstattung.
Auffallend war, wie die italienische Modejournalistin Anna Municchi schrieb, dass der damals so beliebte Muff einen treuen Kompagnon hatte, die Stola: „Es war eine langwährende, hartnäckige Freundschaft, sie haben sich fast nie getrennt, sie waren immer in Harmonie miteinander verbunden, und zusammen ergaben sie den letzten Touch der Eleganz. Zusammen verbreiterten sie sich oder schrumpften, nicht nur mit Fell zufrieden, gingen sie entschieden auf die Suche nach anderen Dekorationen, und wie die Jahre vergingen, wurden sie immer kunstvoller. – Bereits im Katalog Alla Città di Mosca, Winter 1905/1906, protzten sie mit Schwänzen, Knöpfen und Posamentenquasten; sie waren bereits waghalsig mit kleinen Tierköpfen umrandet und abwechselnd mit Spitze und Pelz eingefasst. Die Stola konnte sich bis über die Schultern verbreitern, schmal bleiben oder mit einem kleinen Kragen bereichert sein. Das gleiche Modell war in großer Auswahl von Pelzen oder Fassons zu bekommen, das reichte von Persianer bis Nerz, von naturbelassenem Biber bis Hermelin, gewellthaarigem Karakul-Astrachan bis Otter, usw., mit ein paar Abstechern in Australisches Opossum, um mit weißem oder schwarzem Mongolisch Lamm zu enden. – Im Laufe der Jahre scheinen sich Schwänze und Köpfe in einer Art evangelisierendem Geheimnis vervielfältigt zu haben, da waren achtzehn an einem Zobelmurmel, sechs Köpfe auf der Vorderseite der Stola einschließlich des Klips und sechs auf der Rückseite, drei und drei am Muff. – Zum Schluss veränderte die Stola ihre Form: nicht länger gerundet, sie wurde rechteckig mit einem dreieckigen Rücken, hüftbedeckend, die Felle quadratförmig zusammengenäht. – Fuchs war sehr gefragt und der Zwischenraum zwischen einem Pelz und einem anderen wurde durch eine kleine Seidenrüsche betont.“
Pelzstolen in der zweiten Hälfte des 20. Jahrhunderts waren sehr viel schlichter. Auf schmückendes Beiwerk wurde in der Regel verzichtet. Der Klassiker unter den eleganten, vor allem abendlich-festlichen Stolen ist bis heute die mehrfellige ausgelassene Nerzstola, reichlich schulterbedeckend und oberhalb der Taille gerade oder gerundet endend.

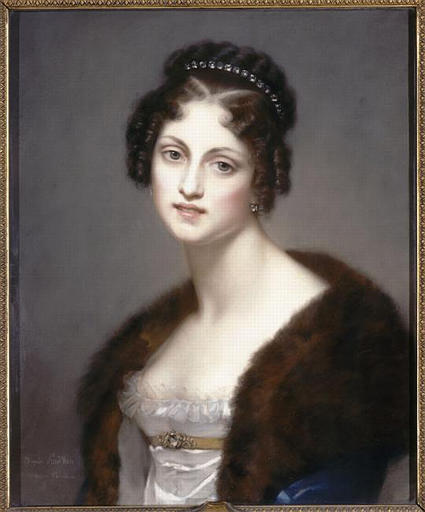
Dorothea von Sagan (frühes 19. Jh.)
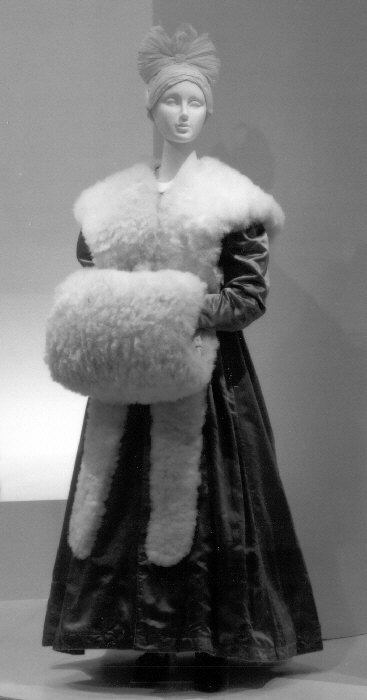
Vogelfellstola und ‑muff (britisch, etwa 1825)
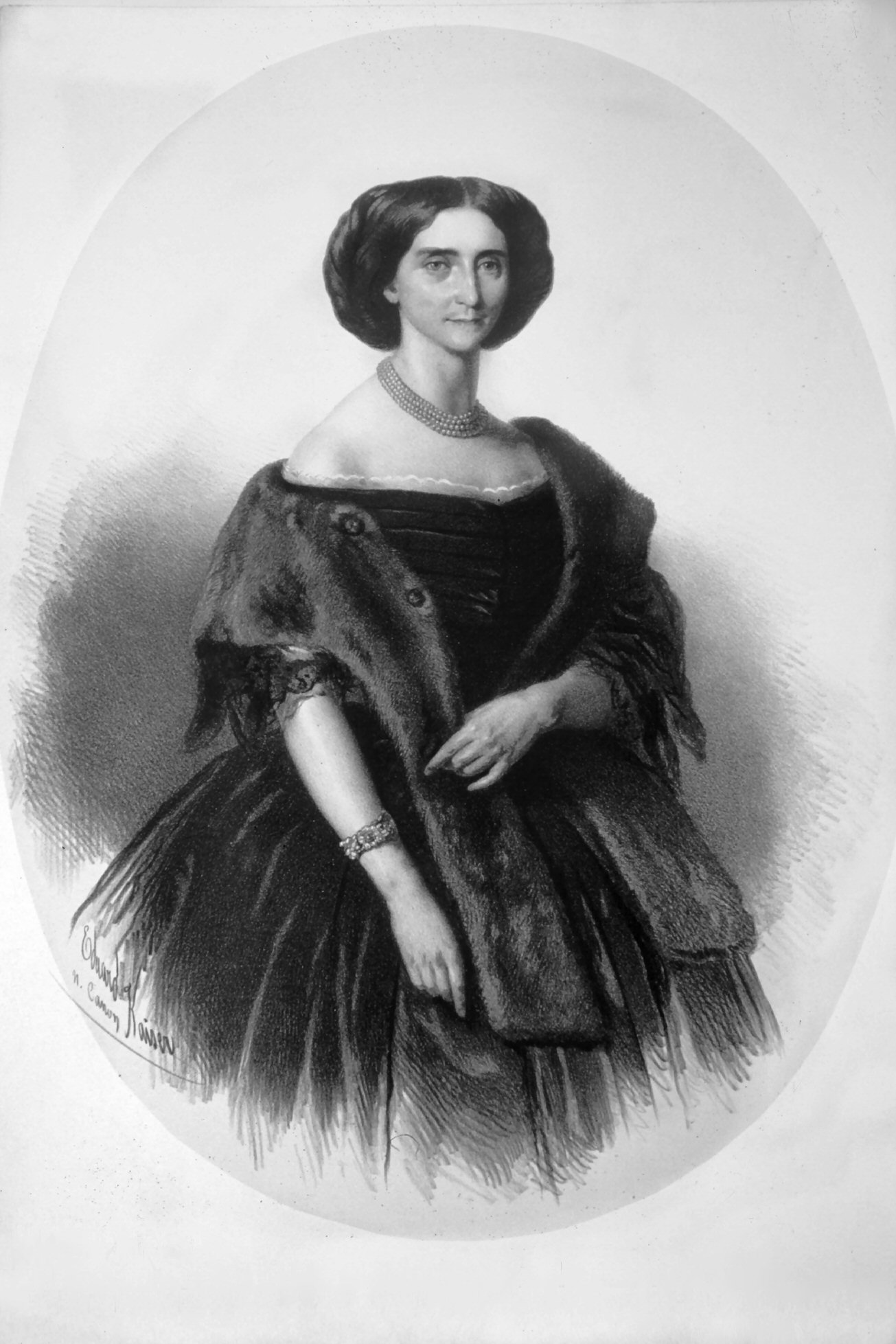
Opernsängerin Rosa Csillag (etwa 1860)
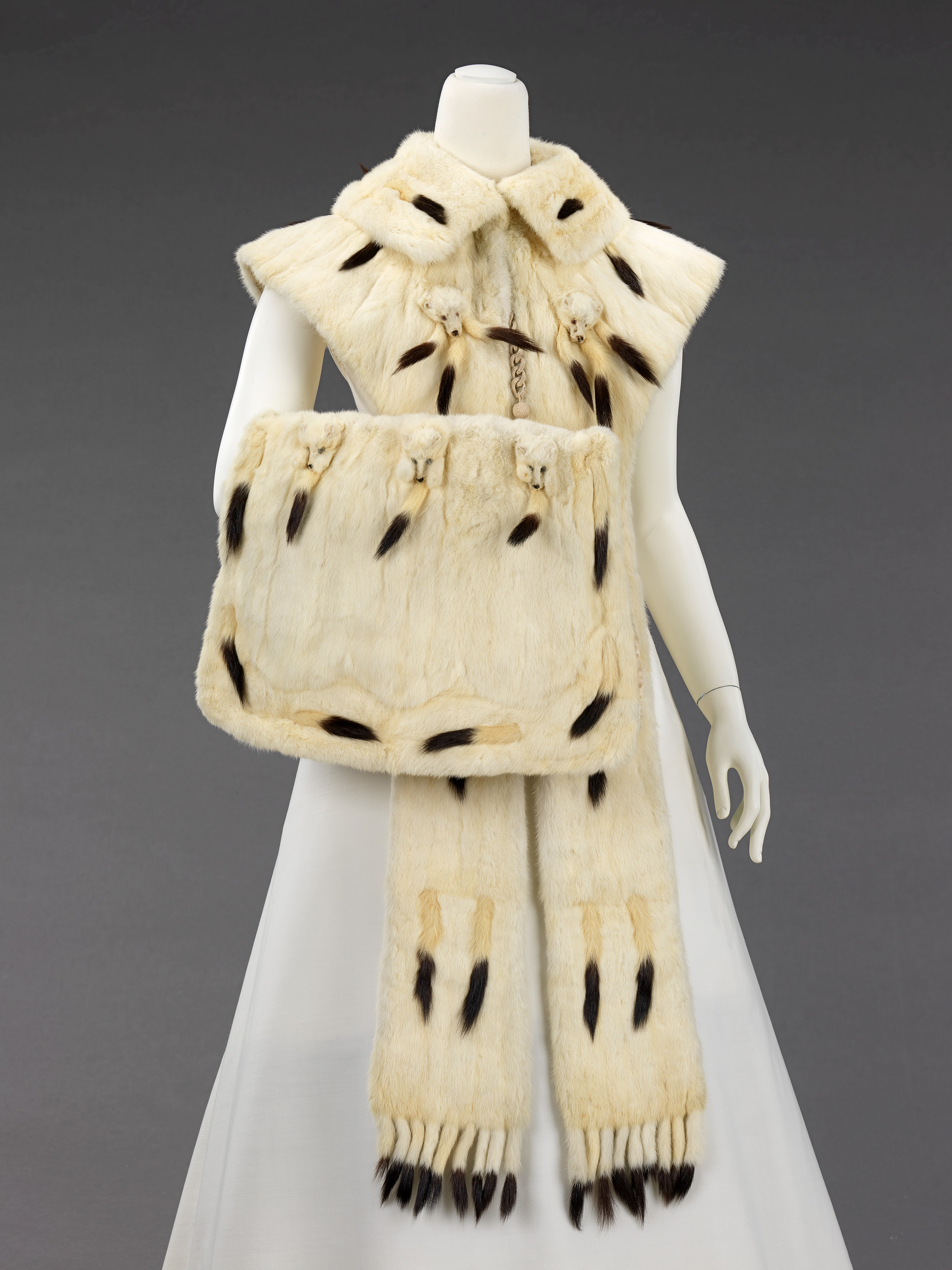
Hermelinstola und ‑muff (1890er Jahre)
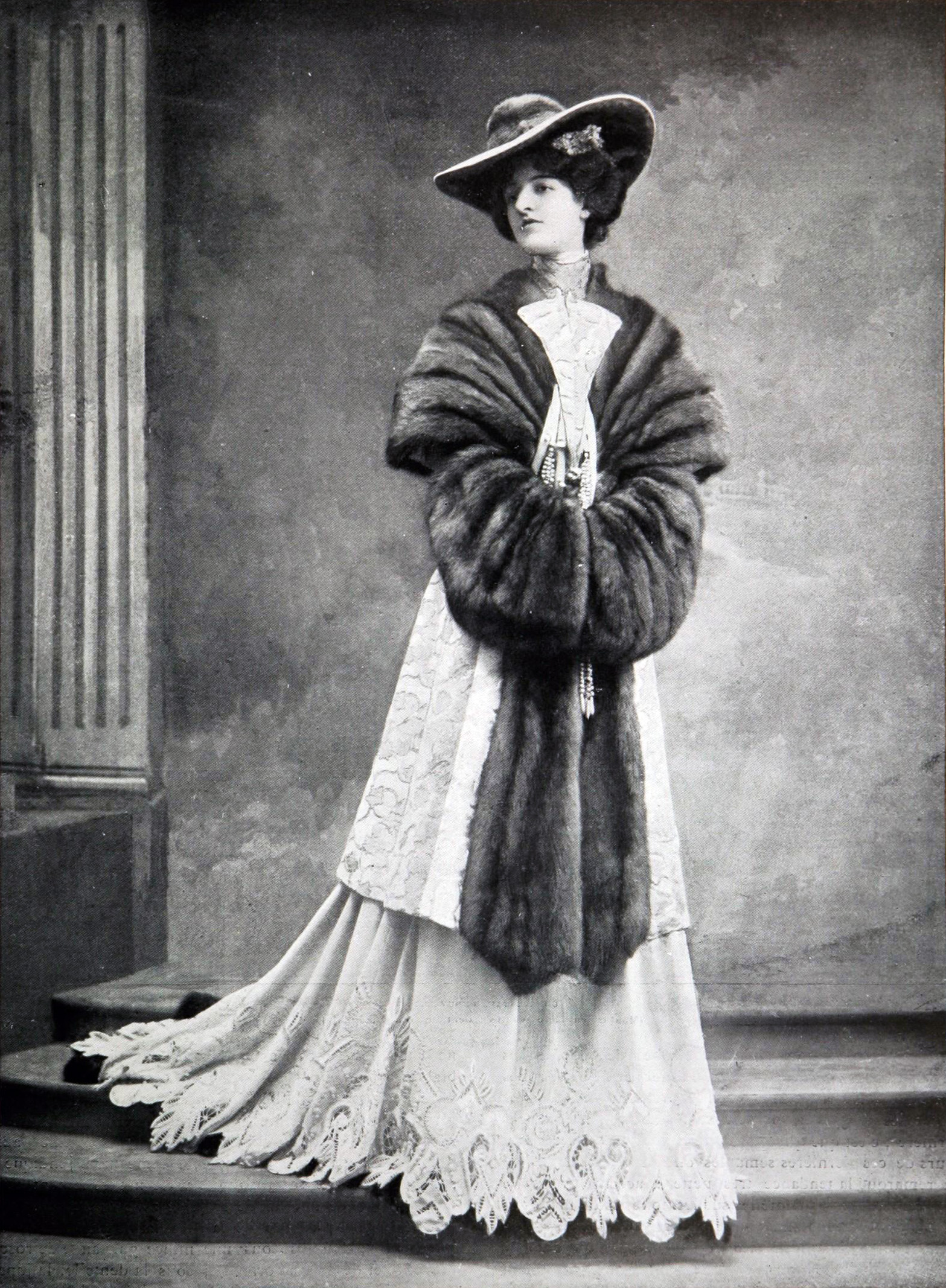
Zobelstola und Muff (1904)
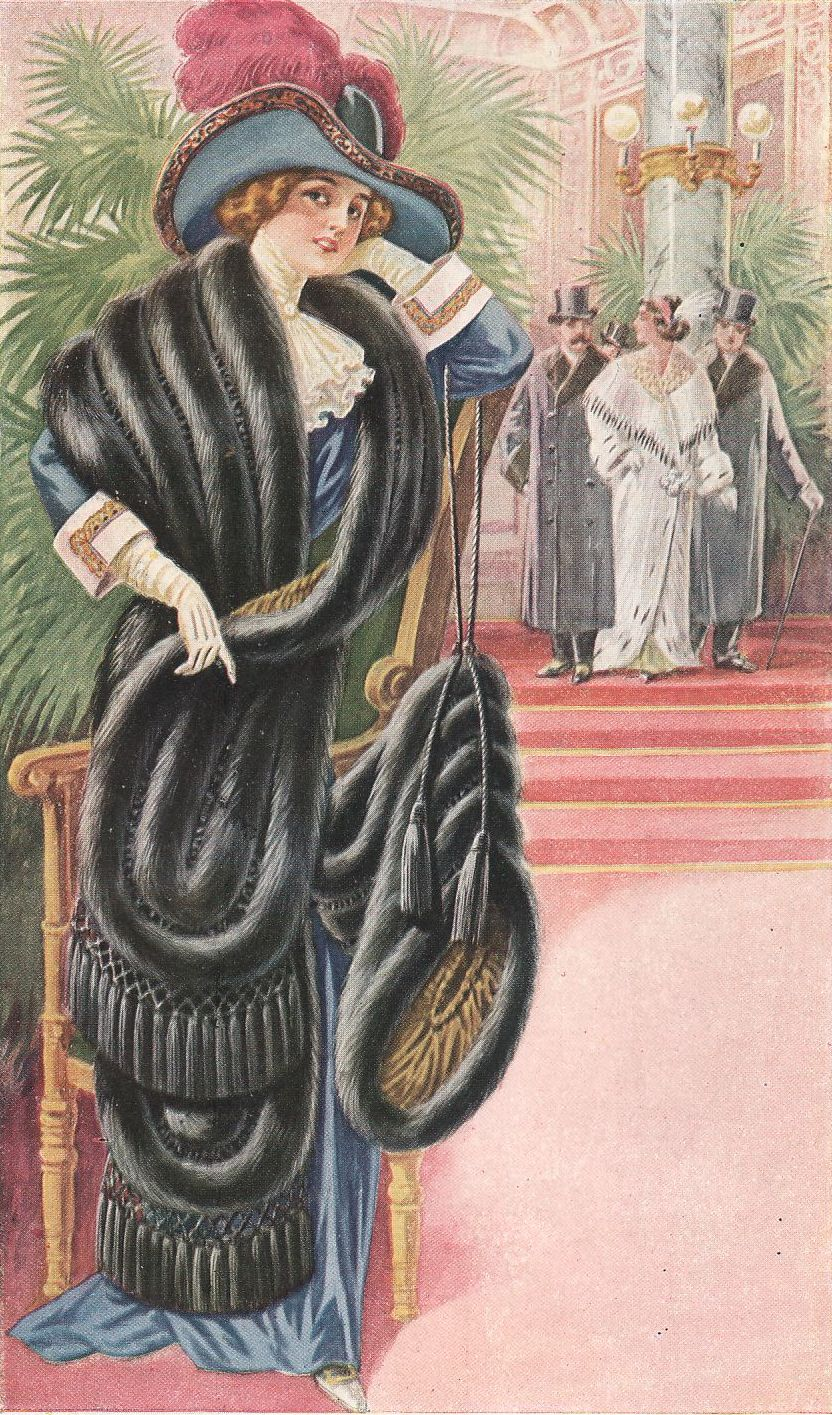
Streifenbetonung durch Seidenbänder (Paris, 1910)
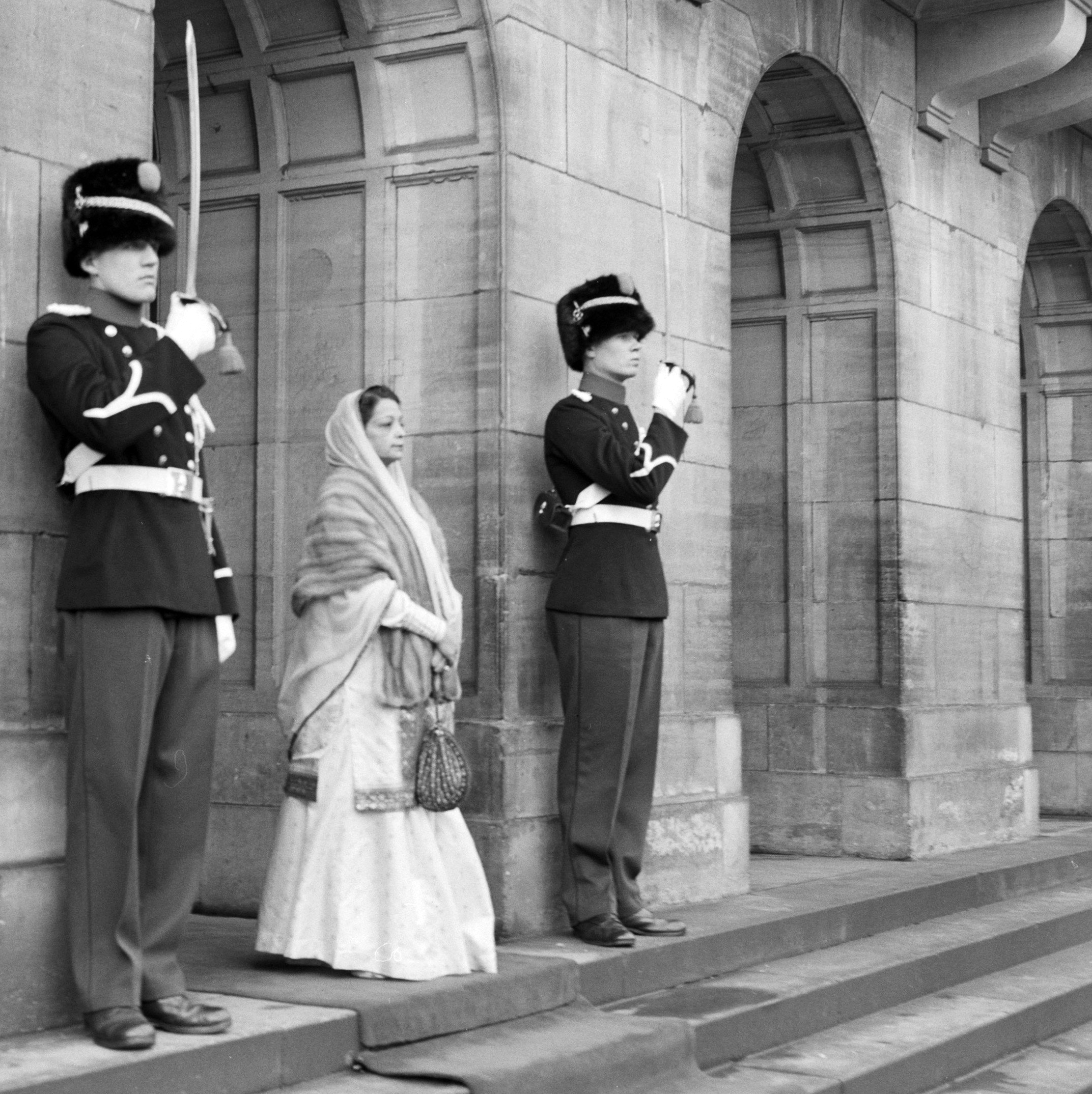
Diplomatische Vertreterin Pakistans in den Niederlanden mit Nerzstola (1958)
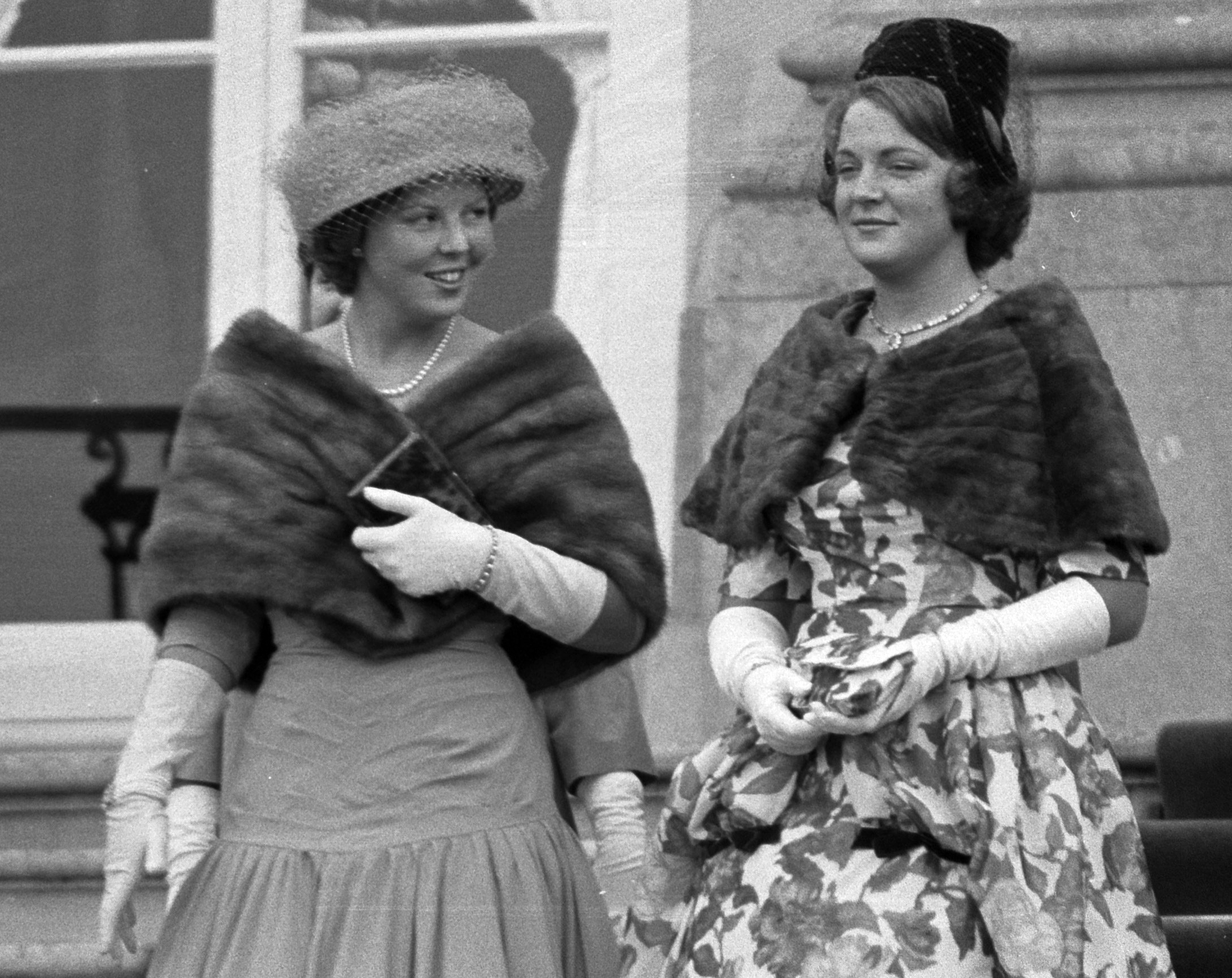
Prinzessinnen Beatrix (links) und Irene der Niederlande mit Stola und Cape (1960)
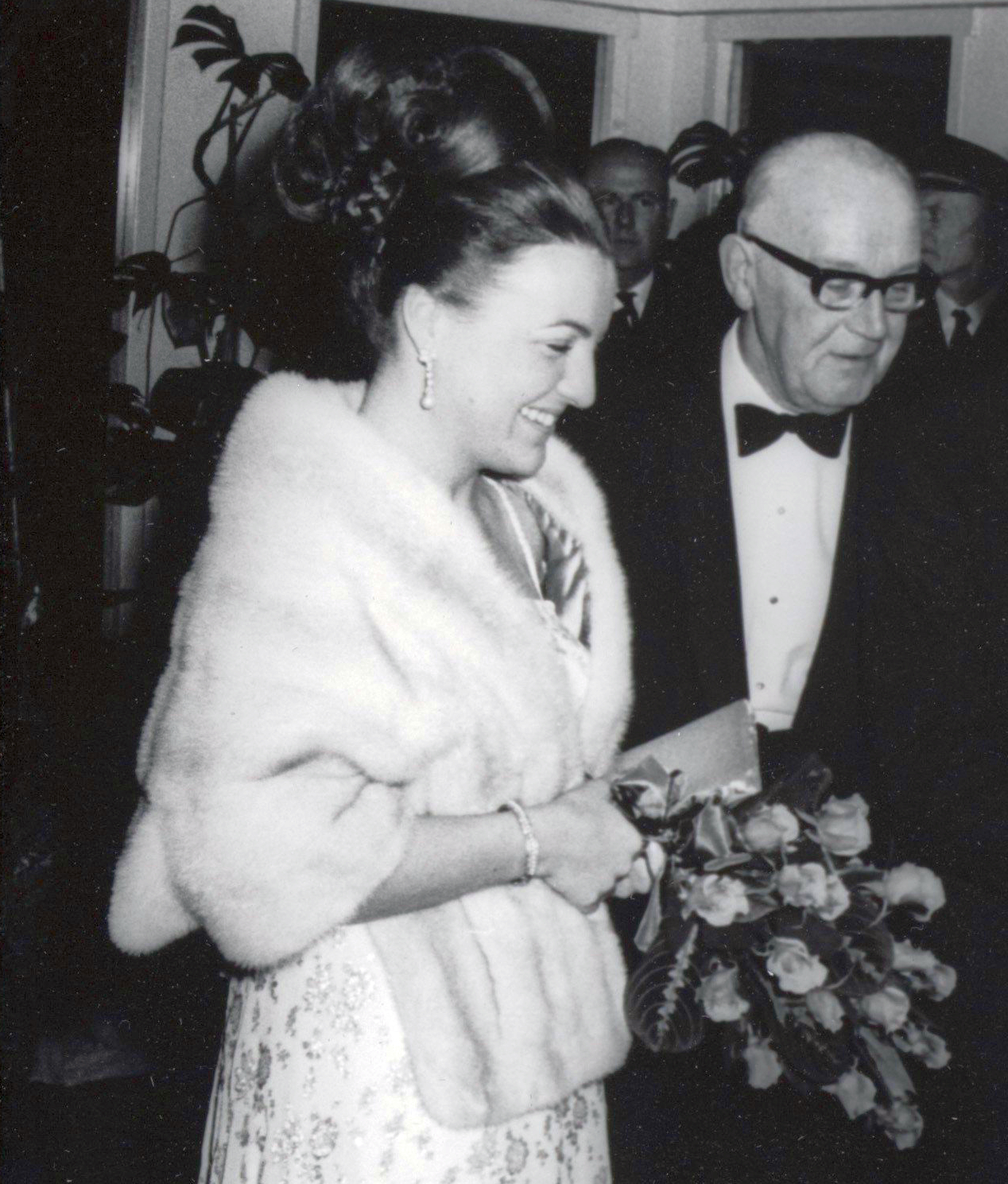
Prinzessin Margriet der Niederlande mit Nerzstola (1967)
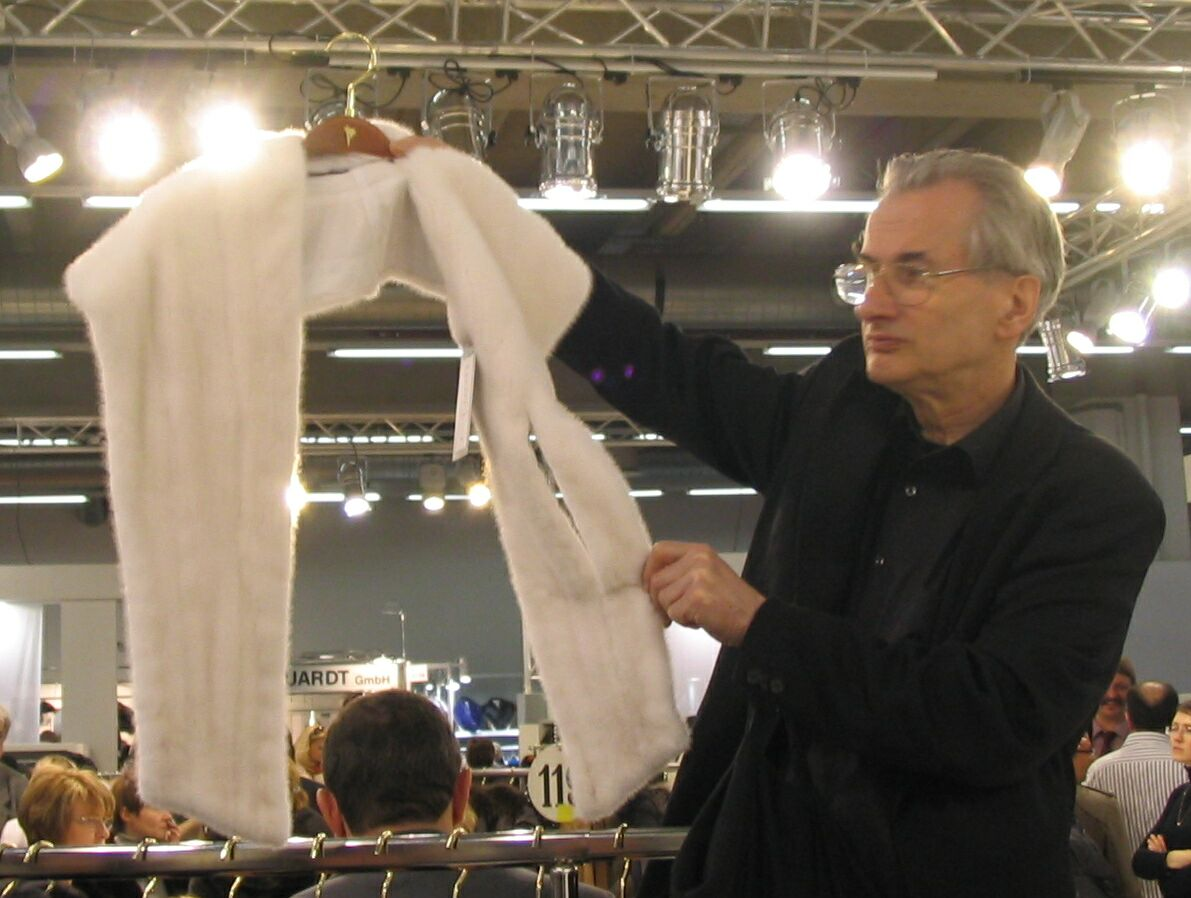
Begutachtung einer Nerzstola auf der Frankfurter Pelzmesse (2008)
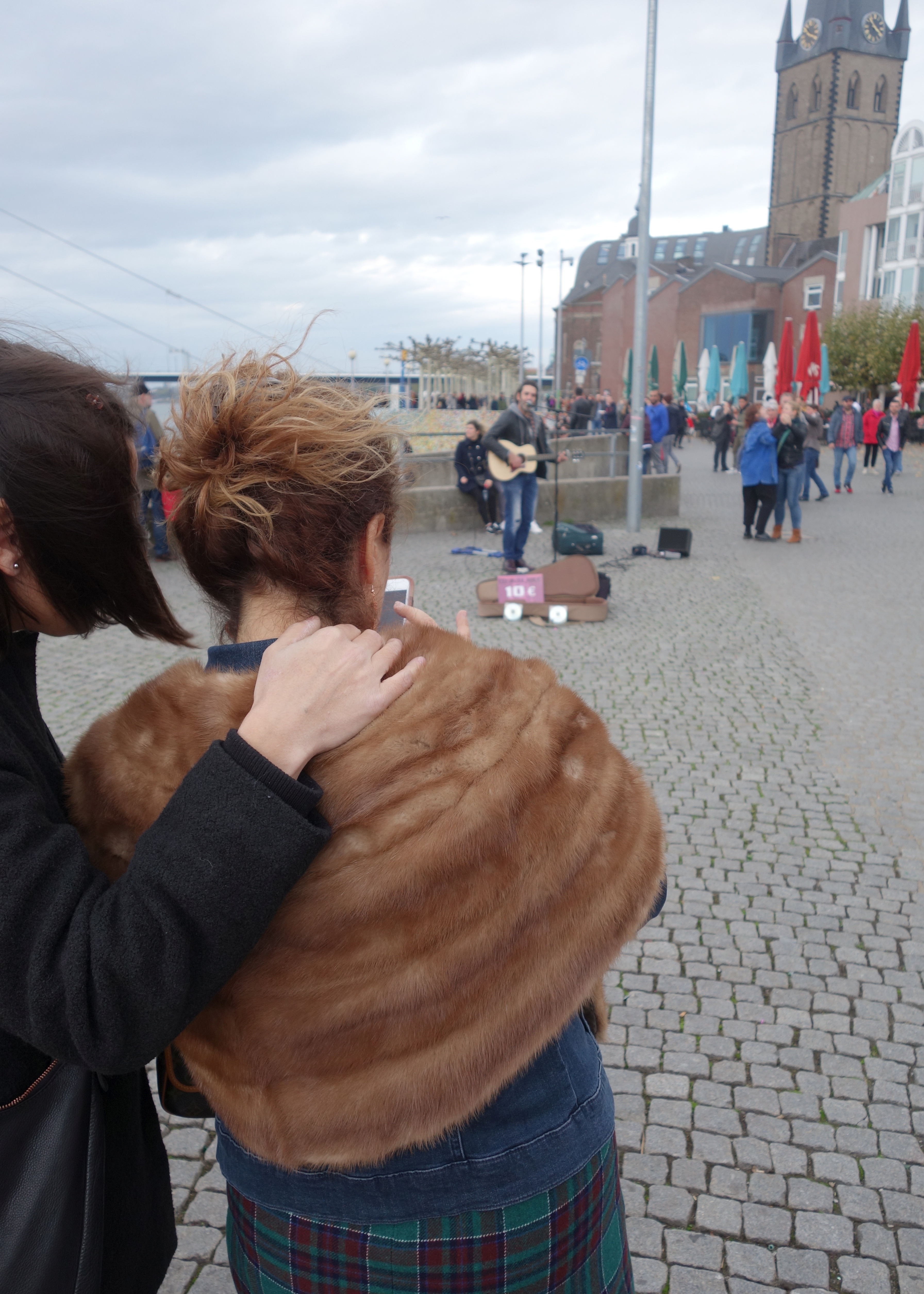
Nerzstola (Düsseldorf 2017)

## Fellarten
Für Pelzstolen wurden in der Vergangenheit im Wesentlichen nur in Haar und Leder weiche, schmeichelnde Fellarten verwendet. Nicht genutzt wurden Sorten mit straffem oder störrischem Haar. Da Pelzcapes besonders zu besonderen gesellschaftlichen Ereignissen getragen werden, werden vor allem hochwertige Pelze bevorzugt, begrenzt durch das jeweilige Vermögen der Trägerin oder, wie wohl meist, des schenkenden Partners. Das sonst überall genutzte preisgünstige Kaninfell kam entsprechend selten vor, wenn, dann als Imitation kostbarerer Pelzarten. Ganz obenan stehen Zobel und Chinchilla. Häufiger und etwas weniger kostbar jedoch sind Nerzfelle, die seit den 1950er Jahren das hauptsächlich verwendete Material für Pelzstolen sind. In der Regel wird der Nerz dazu zu schmaleren Fellstreifen in der Länge der halben Stola ausgelassen, was ihr nach allgemeinem Empfinden  ein besonders elegantes Aussehen verleiht. Auch die früher Adel und hohen Würdenträgern vorbehaltenen Feh- und Hermelinfelle wurden zu abendlichen und auch an Sommerabenden zu tragenden Stolen, Capes und Schals verarbeitet. Trotz des zeitweise hohen Wertes wurden gefleckte Felle, wie Ozelot-, Leopard- oder Wildkatzenfelle, wohl nicht zu Stolen verarbeitet, auch nicht das ebenfalls sehr lebhaft gemusterte Hamsterfell.
Das stoffähnliche feine Breitschwanzfell wurde meist zu Dreieckstüchern und anderen, eher als Tuch zu bezeichnenden Formen gearbeitet. Die äußere Kante bildete häufig ein Band aus geflochtene Posamentenfransen. Langhaarige Stolen waren vor allem aus Silberfuchs, Weißfuchs und anderen Edelfuchsarten gefertigt, bis in die 1940er Jahre auch aus Skunksfell. Die hellen Rückenstreifen des Skunksfells wurden dafür entfernt oder das ohnehin schwarze Fell wurde zusätzlich schwarz gefärbt. Preiswertere Ausführungen gab es aus Imitationen dieser Felle durch nicht so teure Fellarten, beispielsweise „Veredlungen“ von Kaninchen oder Rotfuchs.

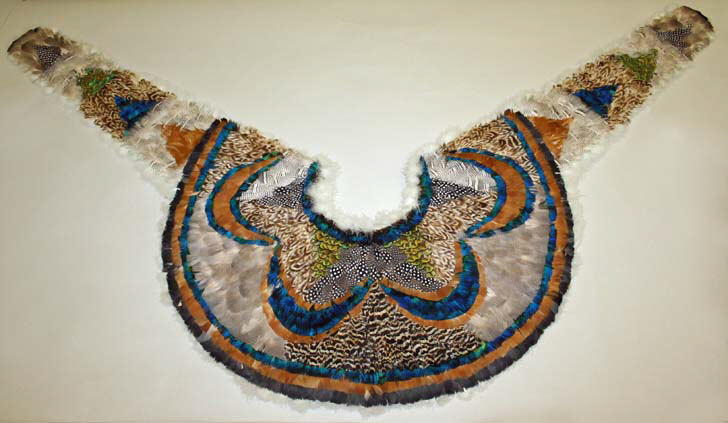
Felle verschiedener Vogelarten (etwa 1840)
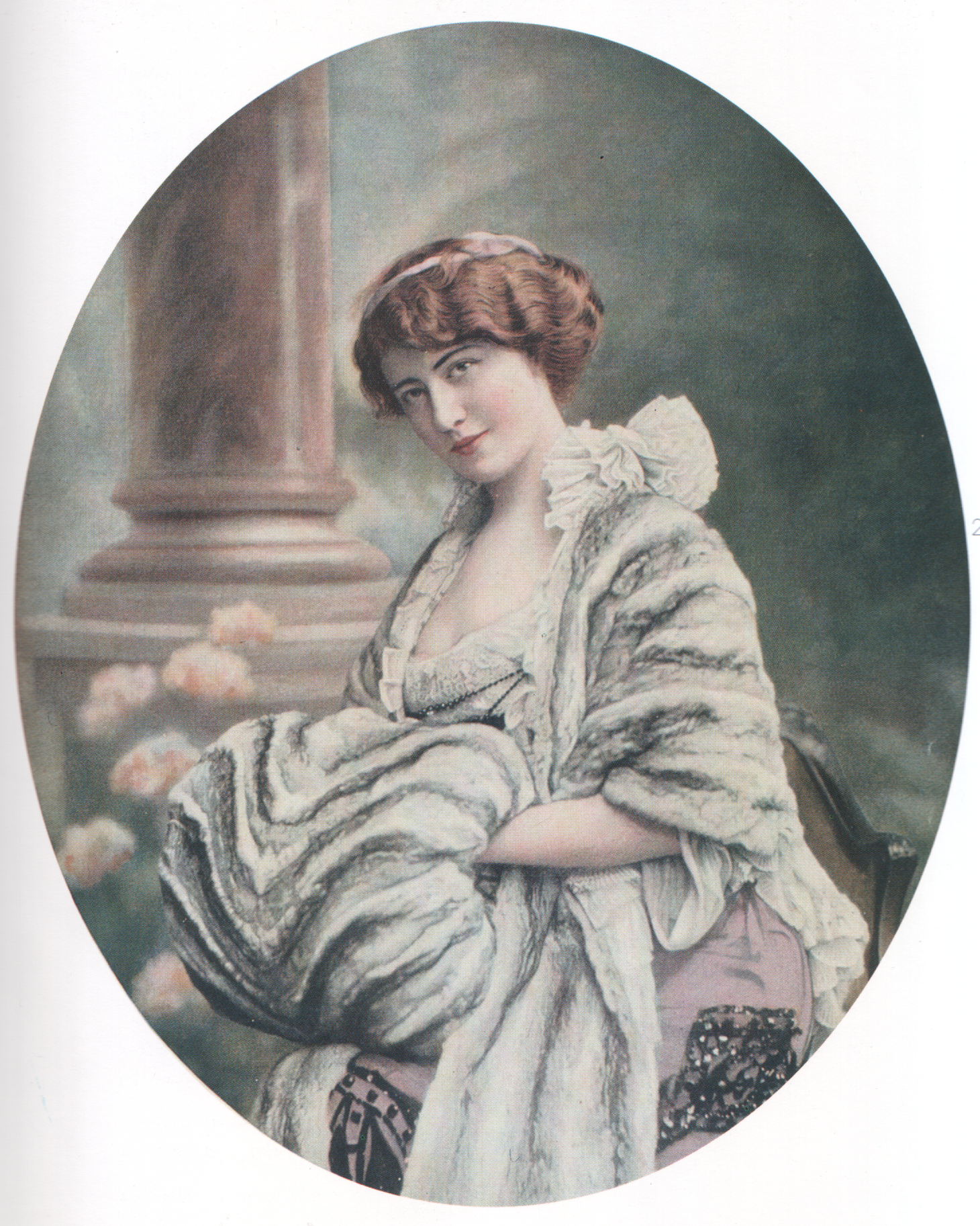
Chinchilla (Jeanne Paquin, 1903)
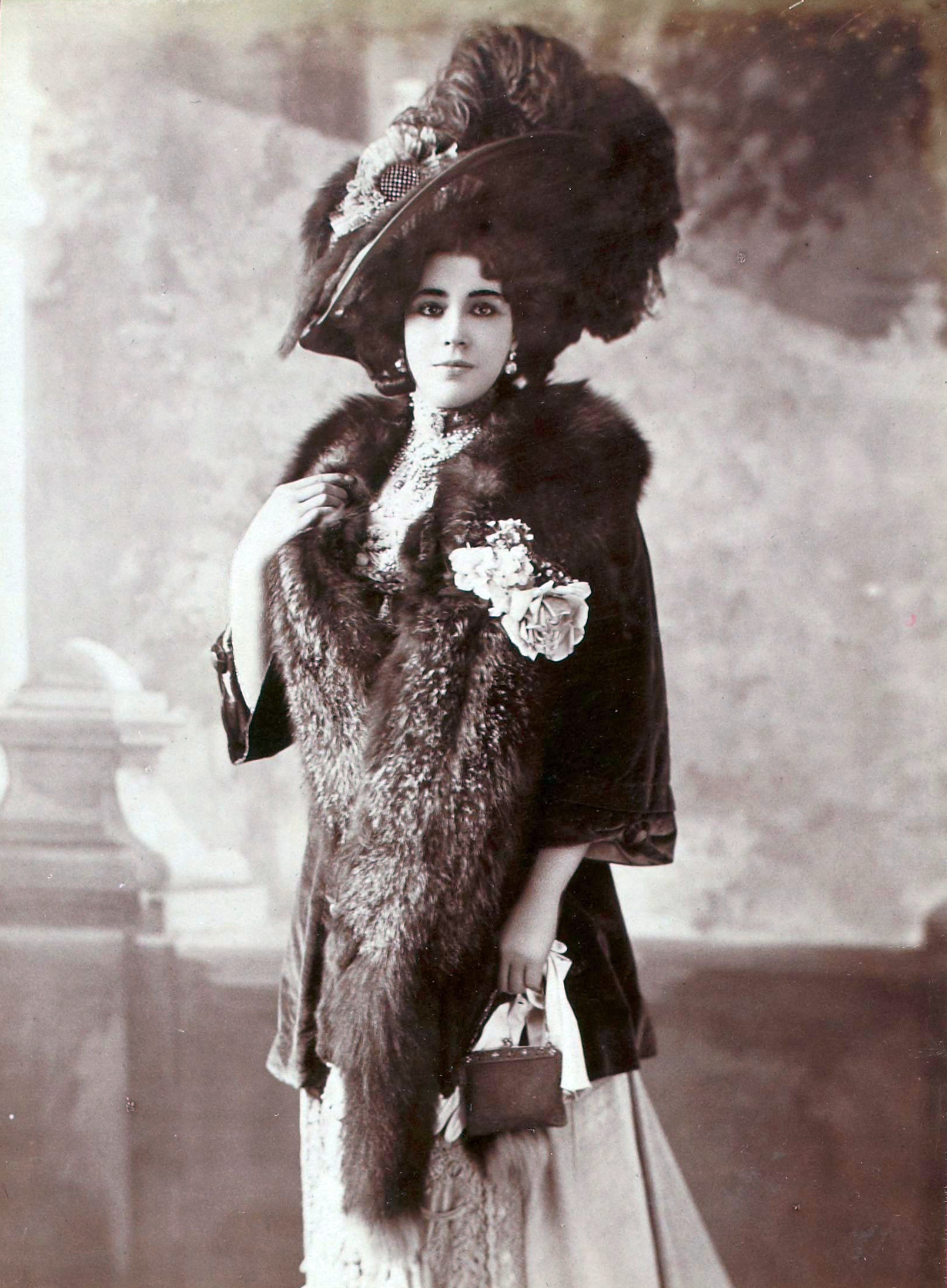
Silberfuchs (etwa Anfang 20. Jh.)
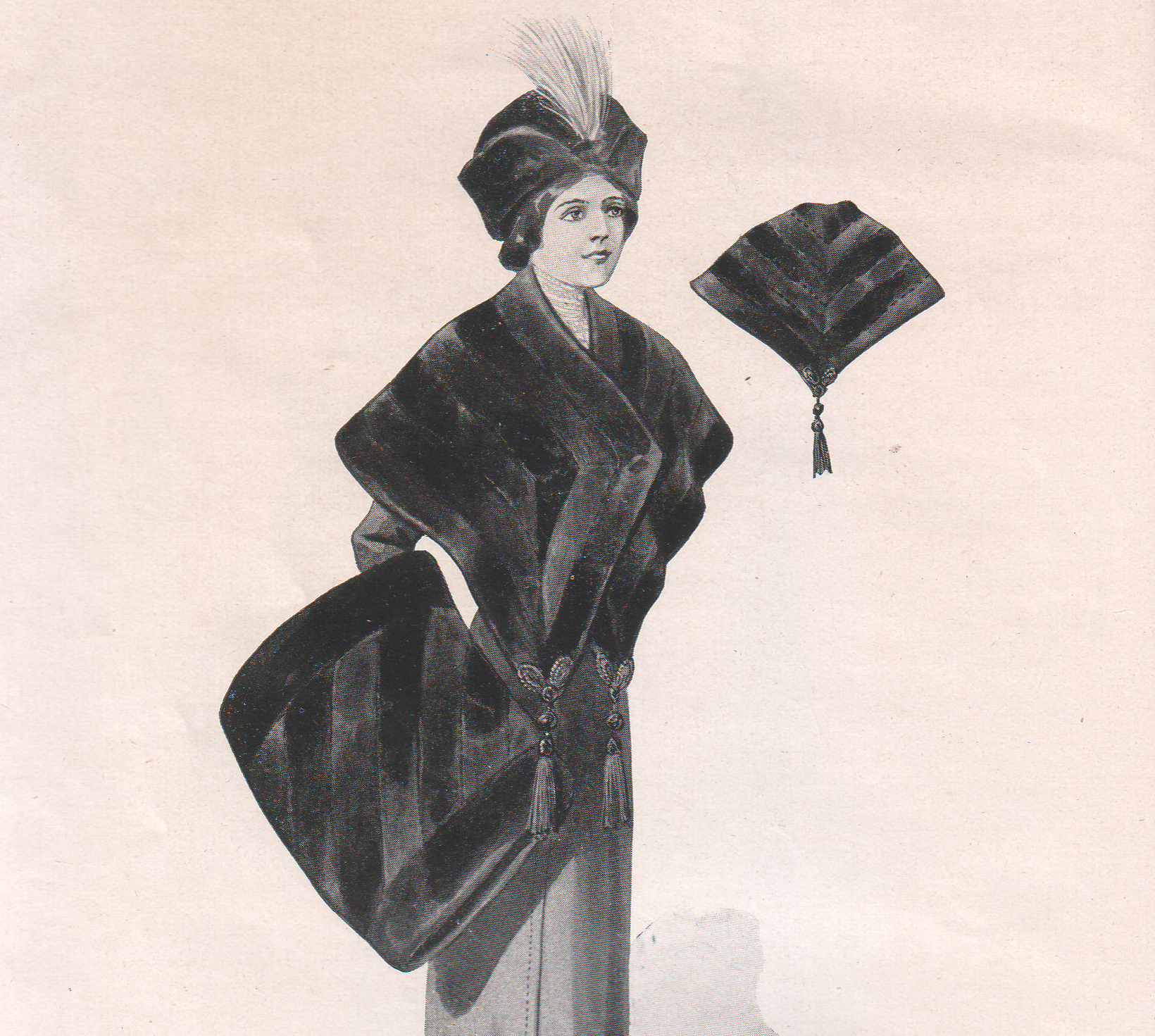
Sealbisam (1913)
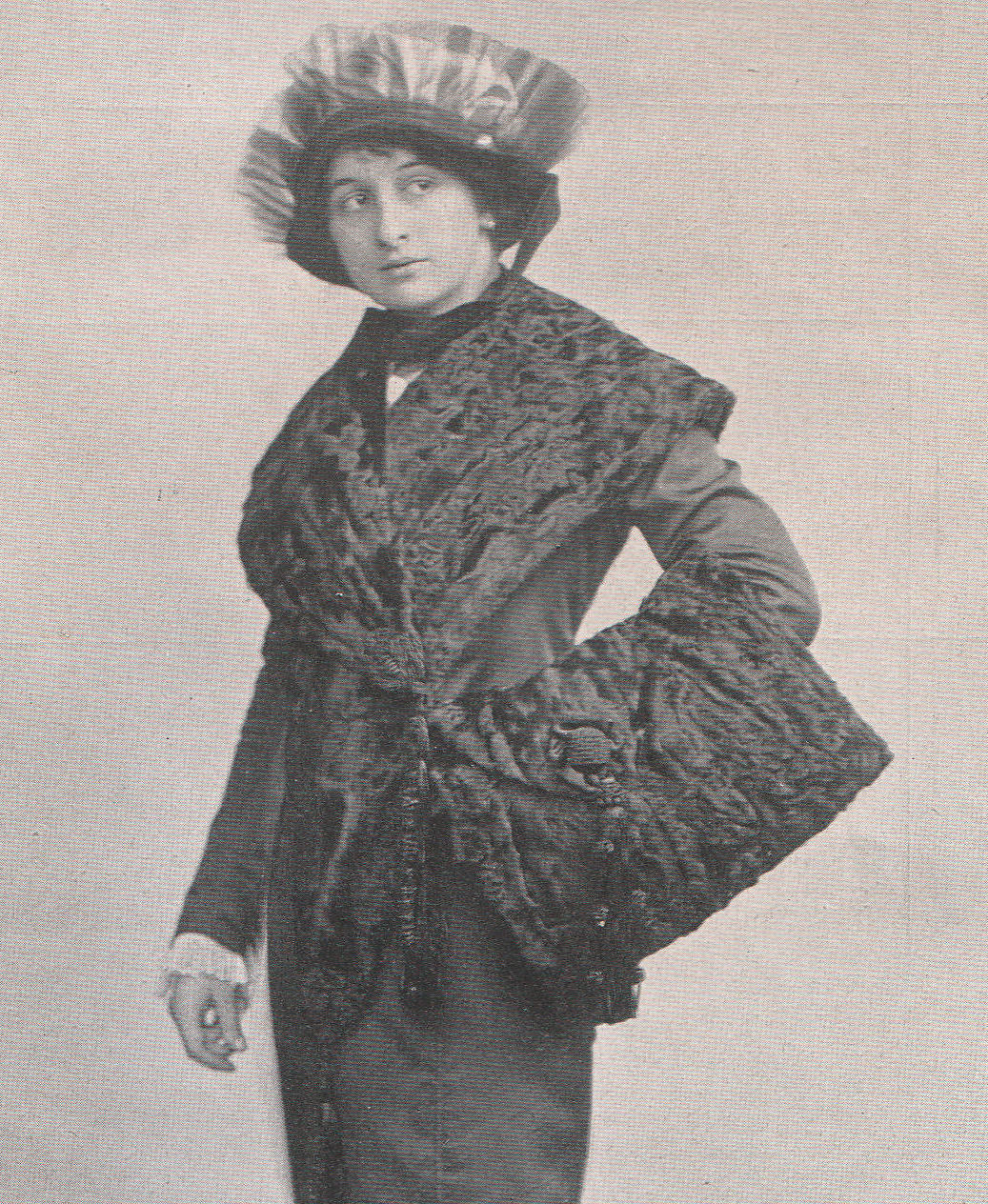
Persianerklaue (1913)
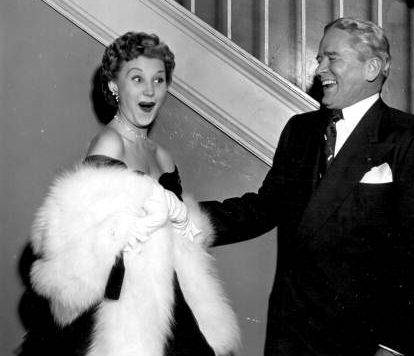
Polarfuchs (1951)

## Verarbeitung

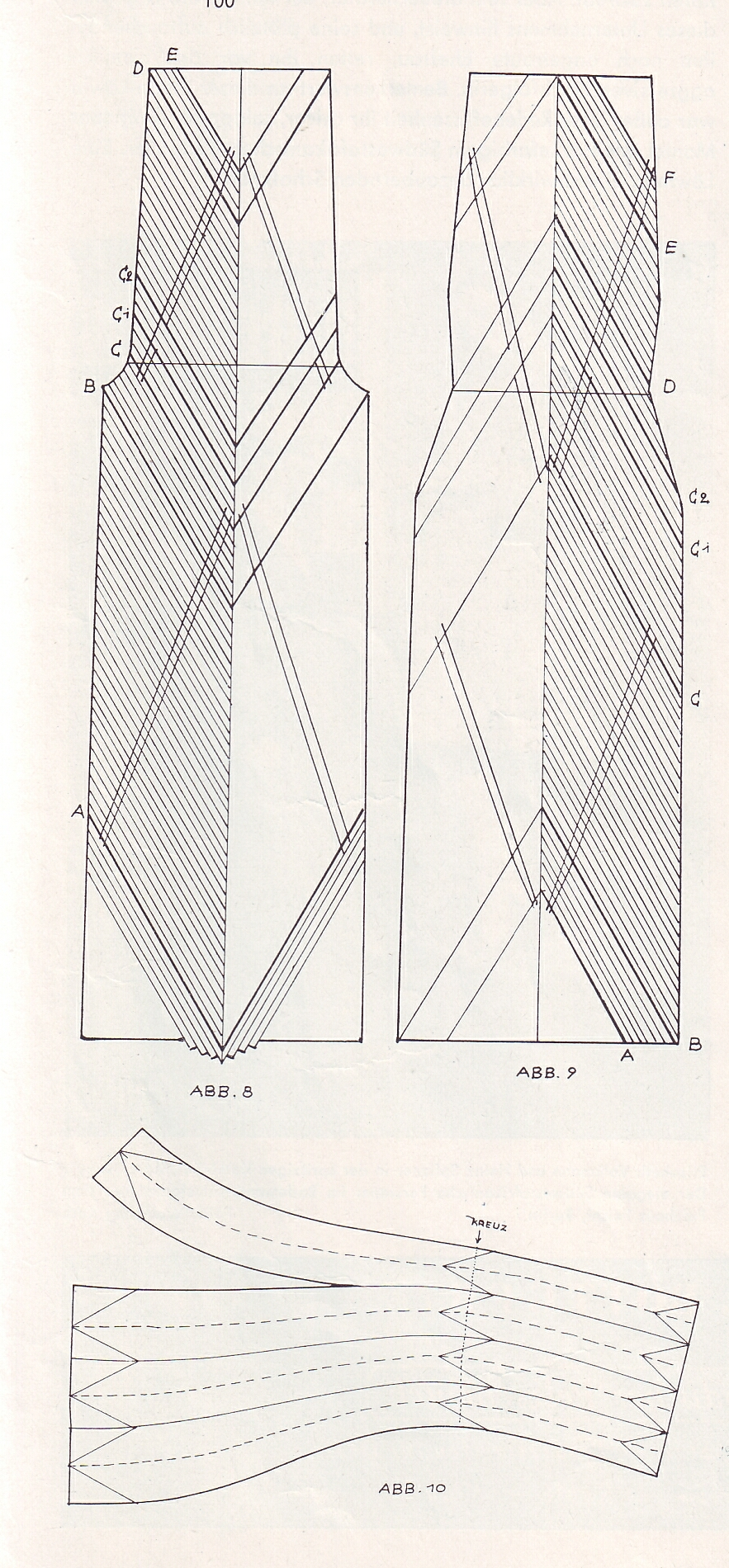
Auslass-Schnittanlage (V- und alternativer A-Schnitt) und Streifeneinteilung (halbes Schnittmuster) für eine Nerzstola
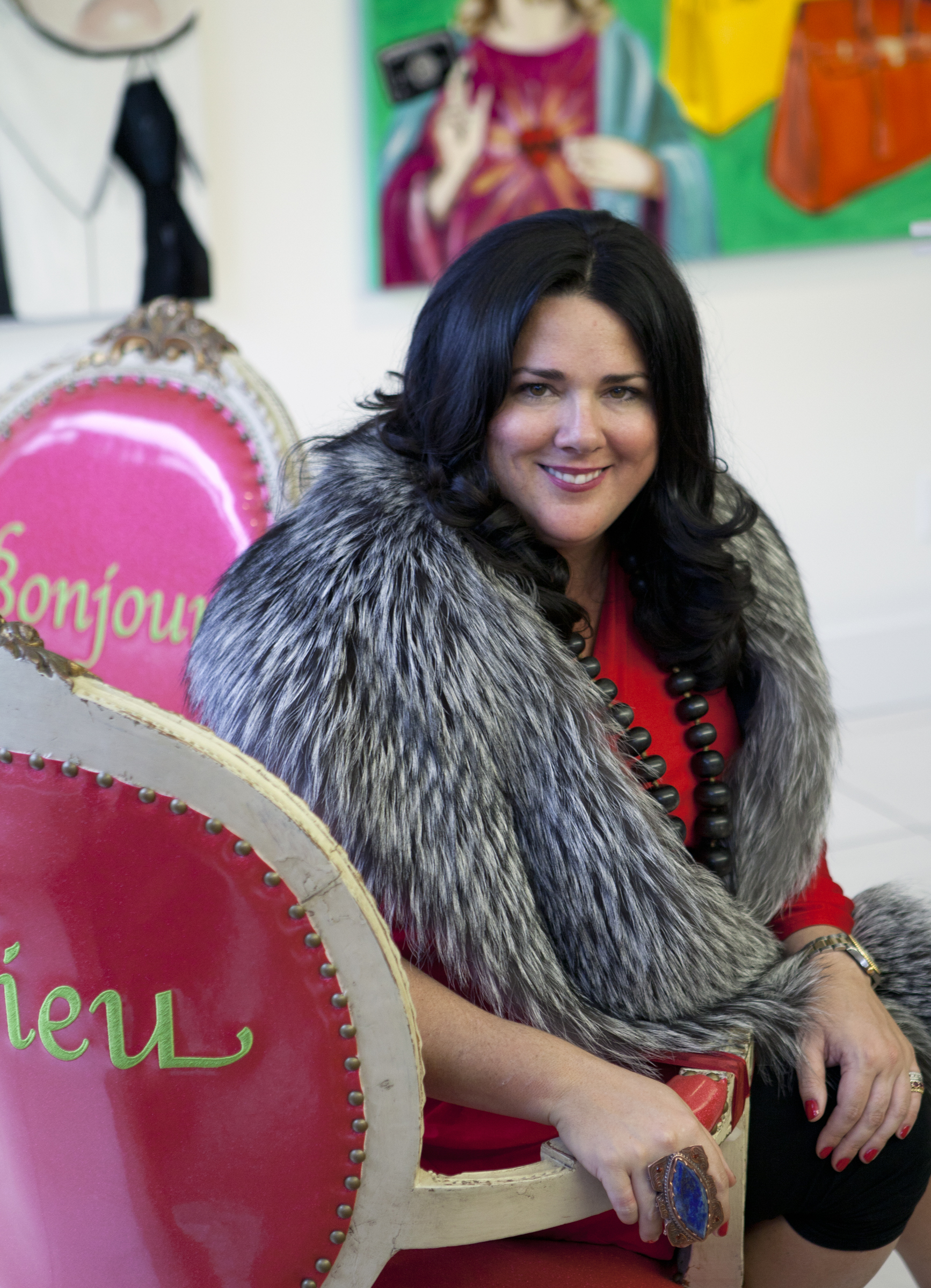
Luftgalonierte Silberfuchsstola (2012)

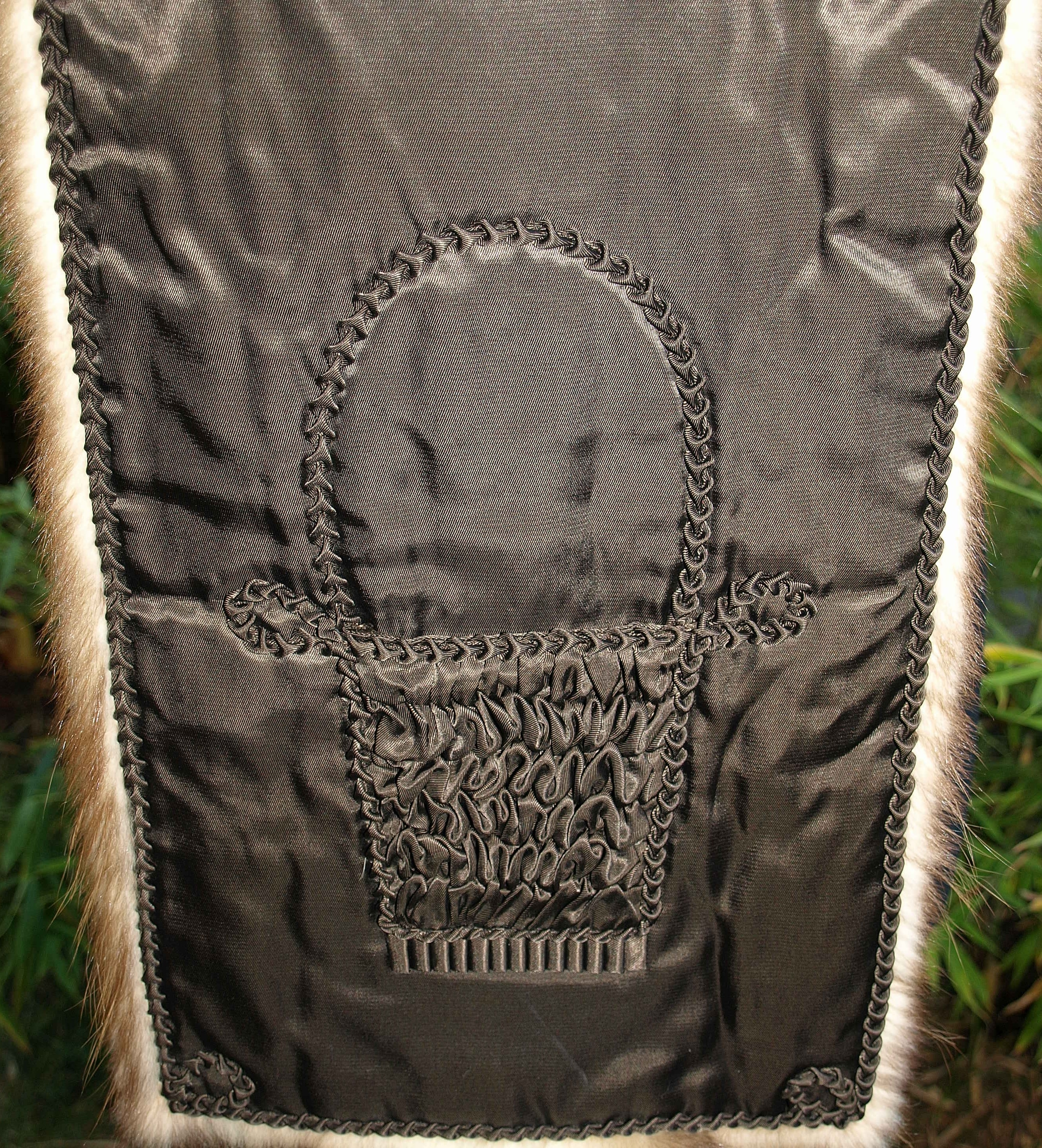
Rückseite einer Steinmarderstola (England, etwa 1930–1940)

Als für das Aussehen eleganteste Verarbeitung einer Stola gilt das Auslassen, bei dem die Form der Felle zu schmalen Streifen in der Länge des halben Schnittmusters verändert wird. Nicht alle Fellarten eignen sich dafür gleichermaßen, ein dichtes Haar ist dafür Voraussetzung und die Felle dürfen nicht zu klein sein. Felle mancher Arten lassen sich jedoch vor dem Auslassen durch das „Einschneiden“ mehrerer Felle ineinander zu scheinbar einem Fell vergrößern. 
Die kleinen weißen, im Haar dicht verfilzten Polarfüchse werden durch das sogenannte Galonieren vergrößert und im Haarkleid aufgelockert. Hierbei werden schmale Lederstreifen im Leder zwischengenäht, ohne die zusammenhängende Unterwolle zu zerreißen. Nach der Entwicklung besonderer Schneidegeräte wird seit etwa kurz vor der Jahrtausendwende auch bei vielen anderen Langhaarfellen zunehmend das „Luftgalonieren“ angewandt. Mit diesen Geräten werden sehr viel rationeller und mit größerem Flächengewinn als vorher kurze, dicht nebeneinander liegende Schnitte in das Fellleder gelegt, so dass es sich wie ein Netz auseinanderziehen lässt. In dieser Form fixiert ergibt das insbesondere für Stolen und Schals einen ganz besonders weichen, dem Körper sich anpassenden Fall.
Ein Fachbuch der DDR weist 1970 darauf hin, dass Stolen ausschließlich aus edlem Material gefertigt werden und daher mit besonderer Sorgfalt behandelt werden müssen, um sie weich und schmeichelnd zu erhalten. Auch soll das Seidenfutter „leicht sein und besonders schmücken. Das ist entweder durch die Verwendung von gestickten Seiden und Bordüren zu erreichen oder durch Futterverzierungen. Dabei werden besonders Futterrüschen, Beuteltaschen und Zierstiche benutzt. Weiterhin gelangen bei der Abfütterung von Stolen Stoßblenden zum Einsatz. Sie stützen das Haar an den Kanten, womit eine besondere Breitenwirkung erzielt und das Abstoßen eingeschränkt wird“.
Im Jahr 1956 wurden für die Anfertigung einer Silberfuchsstola aus zwei Fellen 8 Kürschner-Arbeitsstunden, 5 Handnäherinnen-Stunden und 5 Maschinennäherinnen-Stunden veranschlagt.